# هنری مکینتاش
هنری مکینتاش (انگلیسی: Henry Macintosh؛ ۱۰ ژوئن ۱۸۹۲ – ۲۶ ژوئیه ۱۹۱۸) دونده اهل بریتانیا بود.